# Johannes Valentinus Andreae
Johannes Valentinus Andreae (Herrenberg, 17 agosto 1586 – Stoccarda, 27 giugno 1654) è stato un teologo tedesco.

## Biografia
Nipote di Jakob Andreae, fu teorico evangelico: in Reipublicae christiapolitanae descriptio teorizzò la messa in pratica del sacro vangelo.
Nel 1605 ottenne il titolo di Magister all'università di Tubinga, ma non riuscì a trovare un impiego universitario e si spostò come precettore in Baviera. A partire dal 1610 fu in Francia, Spagna, Italia settentrionale e, nel 1611, arrivò in Svizzera, dove fu molto colpito dal rigorismo del Calvinismo. Nel 1614 fu nominato diacono a Vaihingen, nel Württemberg. Nel 1620 fu posto a capo dell'abbazia protestante di Calw. Protetto per molto tempo dal principe Augusto di Brunswick, ne ebbe la nomina a capo dell'abbazia di Adelberg, pochi mesi prima della morte, avvenuta proprio ad Adelberg il 24 giugno 1654.
Secondo l'attendibile ricostruzione di Paul Arnold, scrisse insieme ad altri amici la Fama fraternitatis Rosae Crucis, coll'intento di indicare ai Luterani una via di perfezionamento religioso che mutuava molti contenuti dai mistici fiamminghi del XIV secolo, non ultimo Tommaso de Kempis. Per disgrazia del gruppo il testo venne preso alla lettera e interpretato secondo una chiave alchemica del tutto diversa da quella mistica che era stata nelle intenzioni dei redattori. Ne nacque una gran confusione, a cui Johann Valentinus tentò di mettere fine scrivendo Le nozze chimiche di Christian Rosenkreutz, terzo dei "manifesti" resi pubblici dalla misteriosa Confraternita dei Rosacroce, in cui cercava di chiarire una volta per tutte che la confraternita non era mai esistita e che si trattava solo di una sorta di incitamento ai cristiani riformati a migliorarsi mediante la penitenza e la contemplazione. L'avere adoperato ancora una volta dei termini poco chiari non giovò a nulla e la Confraternita cadde nell'oblìo dopo due anni di fama e un altro paio d'anni di polemiche.
A partire dal 1620 Johann Valentinus riprese i tentativi di miglioramento dei cristiani riformati organizzando delle Unioni Cristiane, ma senza ottenere risultati permanenti. Fu introduttore del tema faustiano in Germania.
Lo scrittore argentino Jorge Luis Borges, nel primo dei racconti del volume Finzioni, "TLON,UQBAR, ORBIUS TERTIUS",  immagina che Johaness Valentinus Andreae abbia scritto il volume Lesbare und lesenwerte Bemerkungen über das Land Ukkbar in Klein-Asien (1641)

## Opere
- Compendium Mathematicum (1614)
- Fama Fraternitatis, pubblicato anonimo (1614)
- Confessio Fraternitatis (1615)
- Le nozze chimiche di Christian Rosenkreutz (Chymische Hochzeit Christiani Rosencreutz Anno 1459), pubblicato anonimo (1616)
- Menippus (1617)
- Peregrini in patria errores (1618)
- Turris Babel (1619)
- Reipublicae Christianopolitanae descriptio (Beschreibung des Staates Christenstadt, 1619)